# 관측 풍선

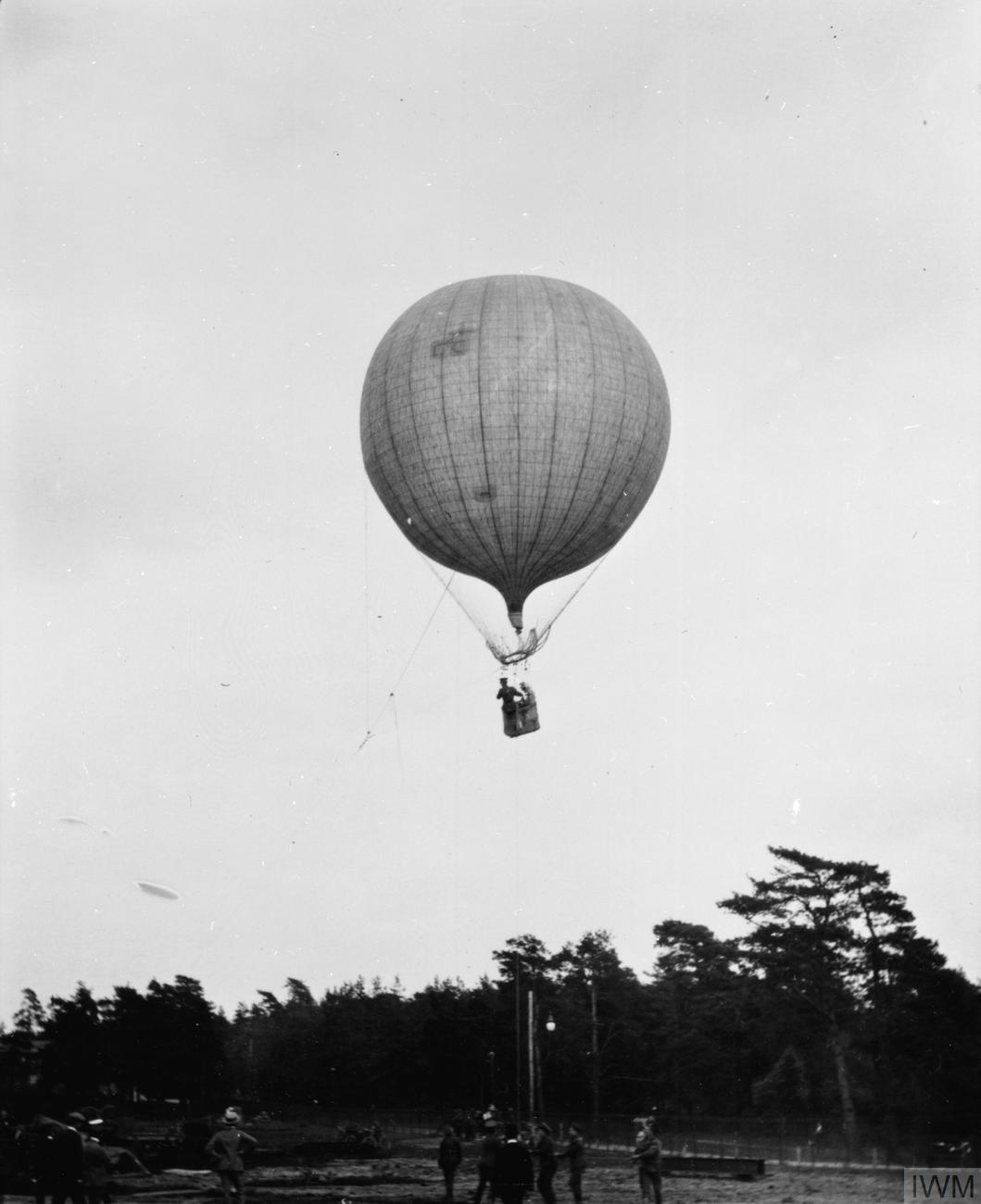
1908년 영국의 관측 풍선으로, 제1차 세계 대전 이전의 관측 풍선의 전형적인 모습이다.

관측 풍선(영어: Observation balloon)은 군사정보를 수집하고 포병 관측을 위한 공중 플랫폼으로 사용되는 풍선의 한 종류이다. 관측 풍선은 프랑스 혁명 전쟁 중에 사용되기 시작하여 제1차 세계 대전 중에 절정에 달했으며, 오늘날에도 제한적으로 사용되고 있다. 동의어로는 스파이 풍선, 정찰 풍선 등이 있다.
역사적으로 관측 풍선은 수소로 채워졌다. 풍선은 수소 기체로 채워진 직물 외피로 만들어졌는데, 이 가연성 때문에 수백 개의 풍선이 파괴되었다. 이 관측 풍선을 조종하는 관측자들은 공격을 받을 때 풍선에서 탈출하기 위해 자주 낙하산을 사용해야 했다. 제1차 세계 대전 직후, 관측 풍선은 수소의 폭발 가능성을 피하기 위해 종종 불연성 헬륨으로 채워졌다.
일반적으로 풍선은 권양기에 연결된 강철 케이블에 묶여 가스 주머니를 원하는 높이(보통 1,000-1,500미터)로 올리고 관측 세션이 끝나면 회수했다.

## 역사

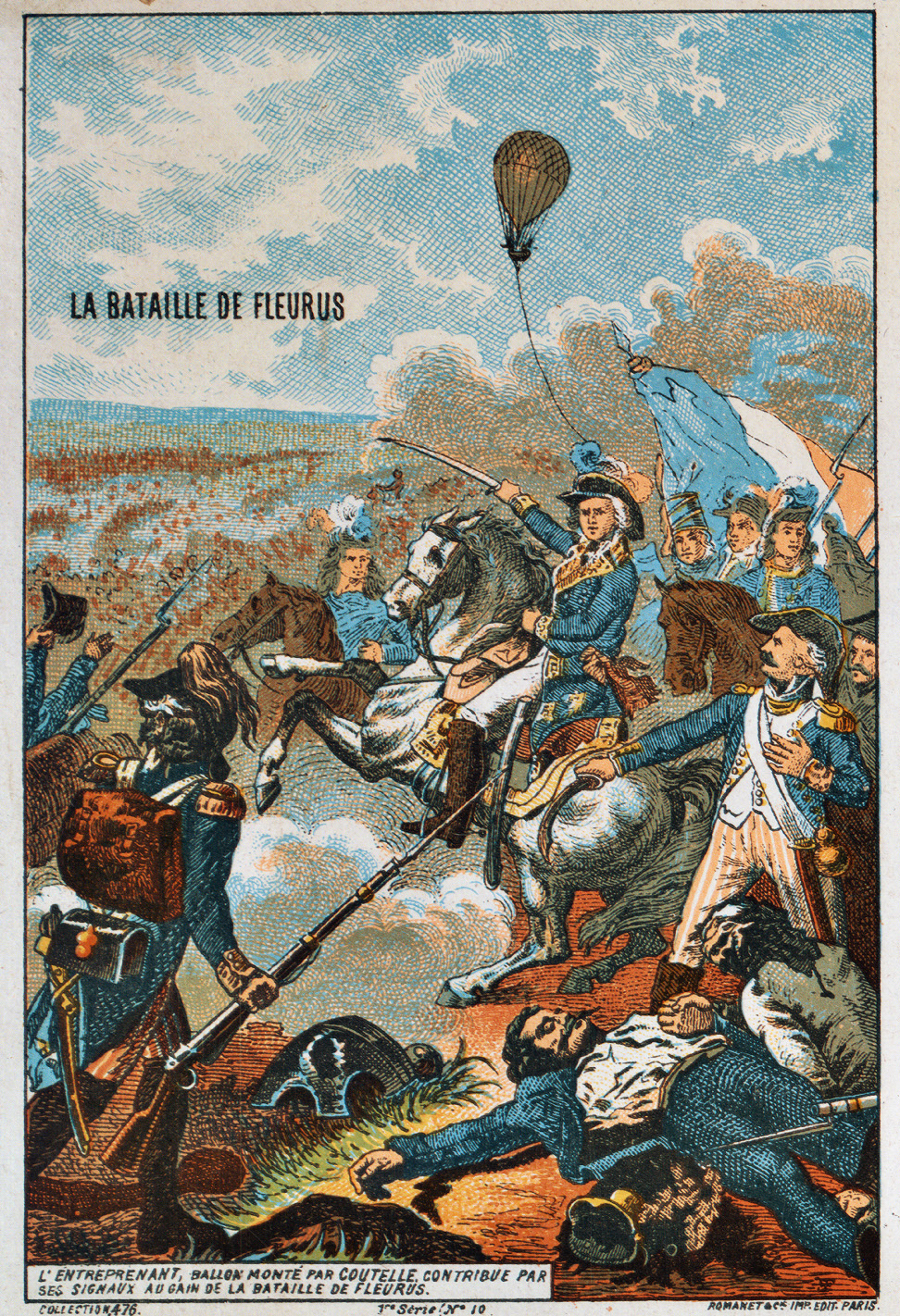
1794년 6월 26일 플뢰뤼스 전투 (1794년)는 항공기(L'Entreprenant)의 첫 군사적 사용을 보였다.

관측 풍선이 군사적으로 처음 사용된 것은 프랑스 혁명 전쟁 중 프랑스 기구단에 의해서였는데, 가장 첫 사용은 플뢰뤼스 전투 (1794년)였다. 가장 오래 보존된 관측 풍선인 L'Intrépide는 빈 박물관에 전시되어 있다. 이 풍선은 남북 전쟁 (1861–65) 중 양측에 의해 사용되었고 프로이센-프랑스 전쟁 (1870–71) 중에도 계속 사용되었다. 풍선은 1884년 베추아날란트 탐험과 1885년 수아킨 원정 중 영국 육군 왕립 공병대에 의해 처음 배치되었다. 이 풍선들은 제2차 보어 전쟁 (1899–1902) 중에도 배치되었으며, 마헤르스폰테인 전투와 레이디스미스 공방전에서 포병 관측에 사용되었다. 남아메리카에서는 브라질이 1867년 7월 삼국 동맹 전쟁 중에 정찰 풍선을 배치했다.

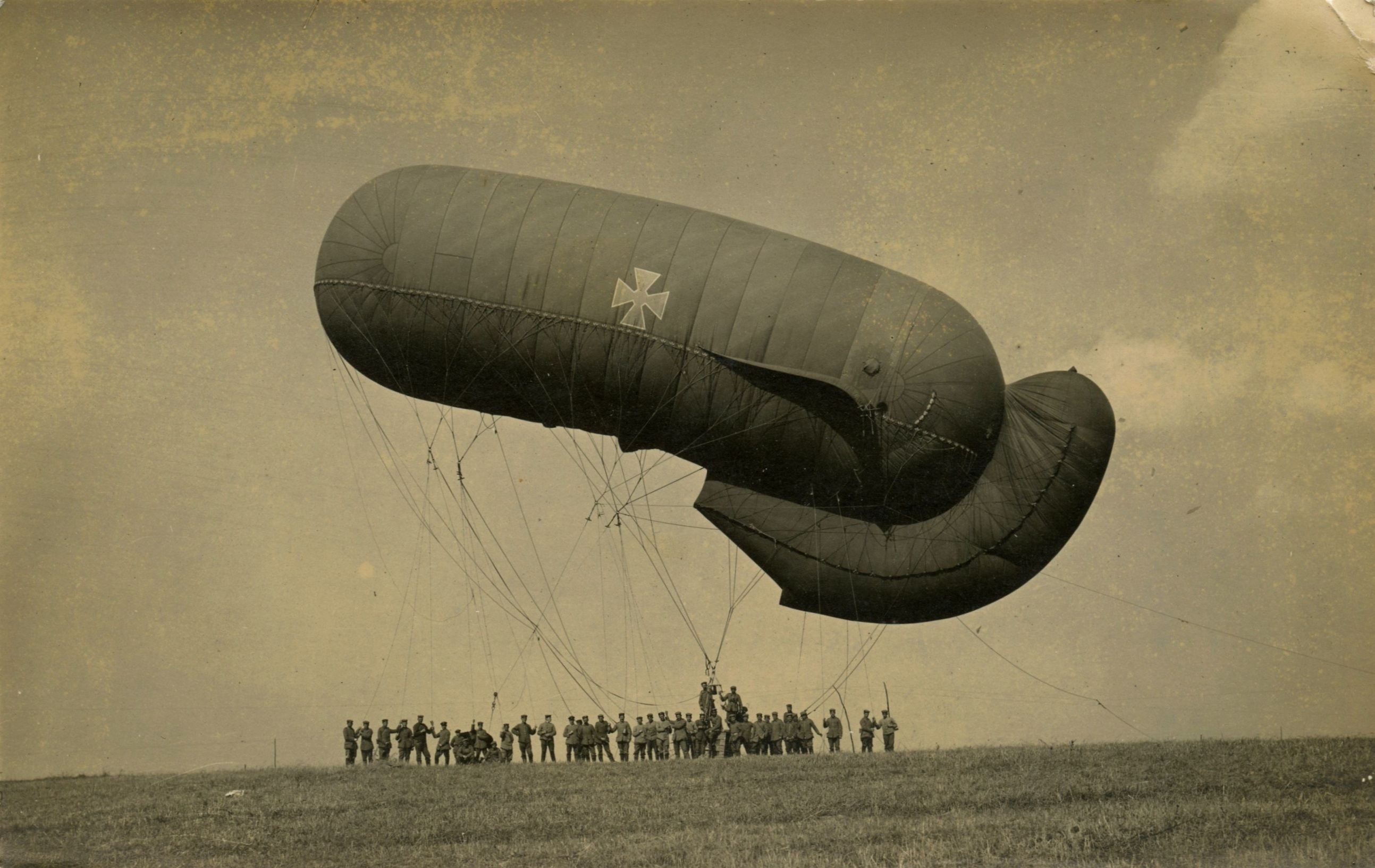
에퀴앙쿠르의 독일 파르세발-지그스펠트형 풍선 (1916년 9월). 후방 "꼬리"는 바람을 향하는 개구부를 통해 자동으로 공기가 채워진다.

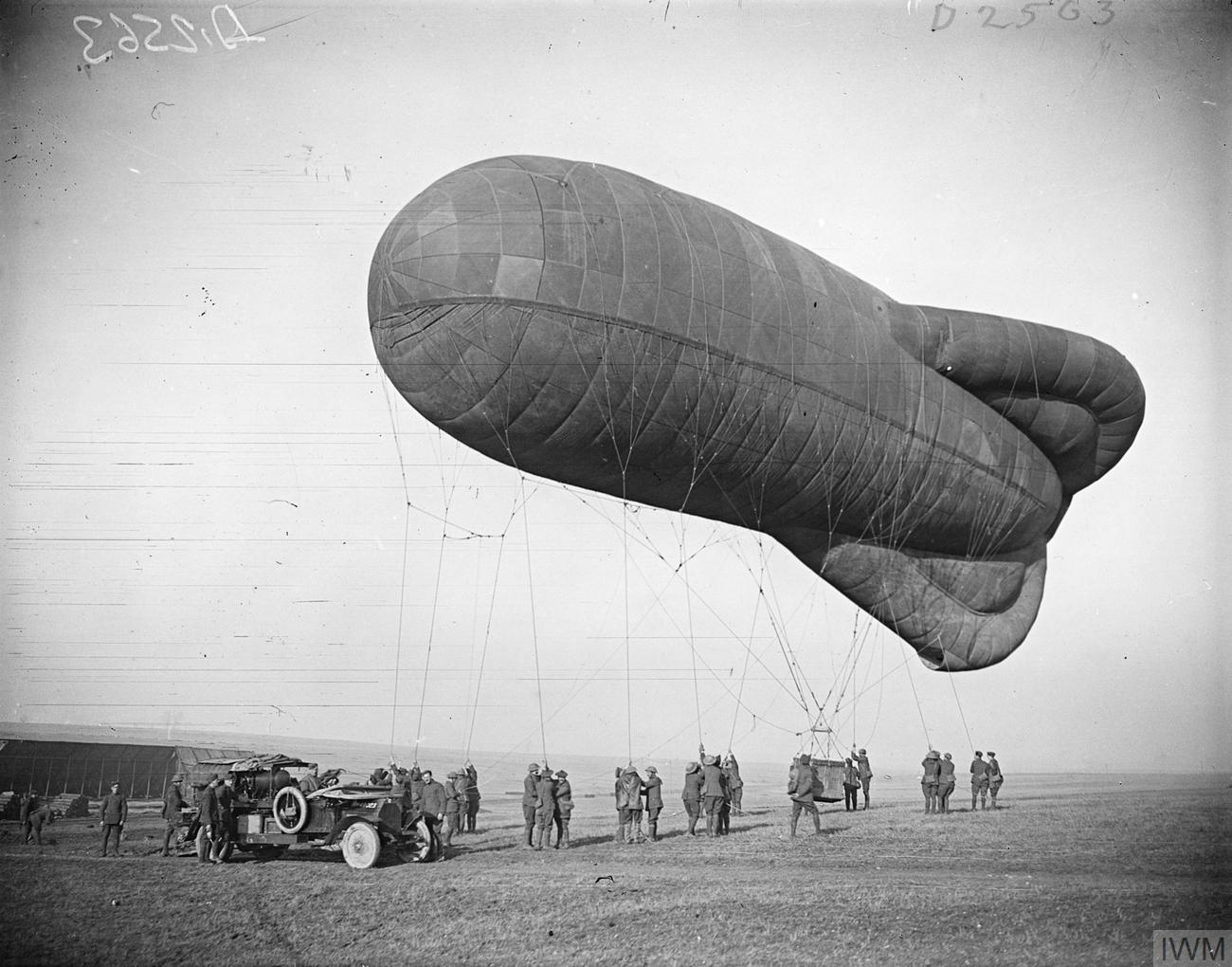
카코형 카이트 풍선, 제1차 세계 대전 중후반 연합군이 사용했다

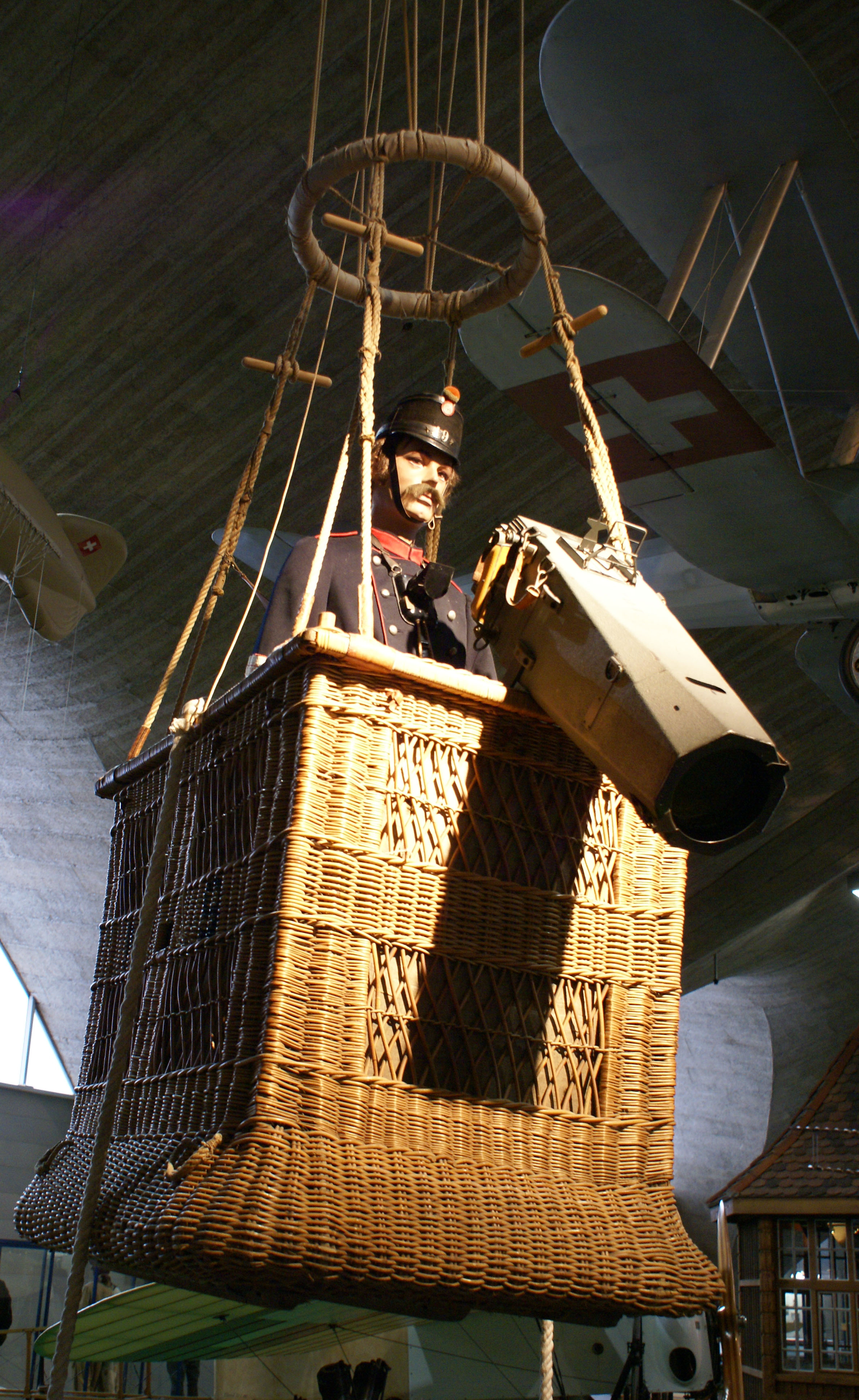
스위스 육군의 제1차 세계 대전 풍선 관측자 모형

제1차 세계 대전은 관측 풍선의 군사적 사용의 정점이었으며, 양측에서 광범위하게 배치되었다. 포병은 지상 관측자의 시야를 넘어 목표물을 공격할 수 있는 지점까지 발전했다. 전선 후방 몇 마일 떨어진 고고도에 풍선에 포병 관측자를 배치하면 지상에서보다 더 먼 거리의 목표물을 볼 수 있었다. 이는 포병이 증가된 사거리를 활용할 수 있도록 했다.
1800년대 후반 아프리카에서의 경험에도 불구하고 영국은 개발이 뒤쳐져 있었고 여전히 구형 풍선을 사용하고 있었다. 이들은 곧 더욱 진보된 카이트 풍선으로 대체되었는데, 이는 안정적으로 공기역학적 형태를 가졌으며 더욱 기상이변 조건에서 작동할 수 있었다. 독일은 파르세발-지그스펠트형 풍선을 먼저 개발했고, 프랑스는 곧 카코형으로 대응했다.
관측 플랫폼으로서의 중요성 때문에 풍선은 대공포, 저고도 방어를 위한 기관총 그룹, 그리고 순찰하는 전투기에 의해 방어되었다. 풍선을 공격하는 것은 위험했지만, 일부 조종사들은 도전을 즐겼다. 가장 성공적인 조종사들은 벌룬 버스터로 알려졌으며, 벨기에의 윌리 코펜스, 독일의 프리드리히 리터 폰 뢰트, 미국의 프랭크 루크, 프랑스의 레옹 부르자드, 미셸 코이파르, 모리스 보아우와 같은 유명 인사들이 포함된다. 많은 숙련된 벌룬 버스터들은 대공포와 기관총 노출을 피하기 위해 1,000 피트 (300 m) 아래로 내려가지 않도록 조심했다.

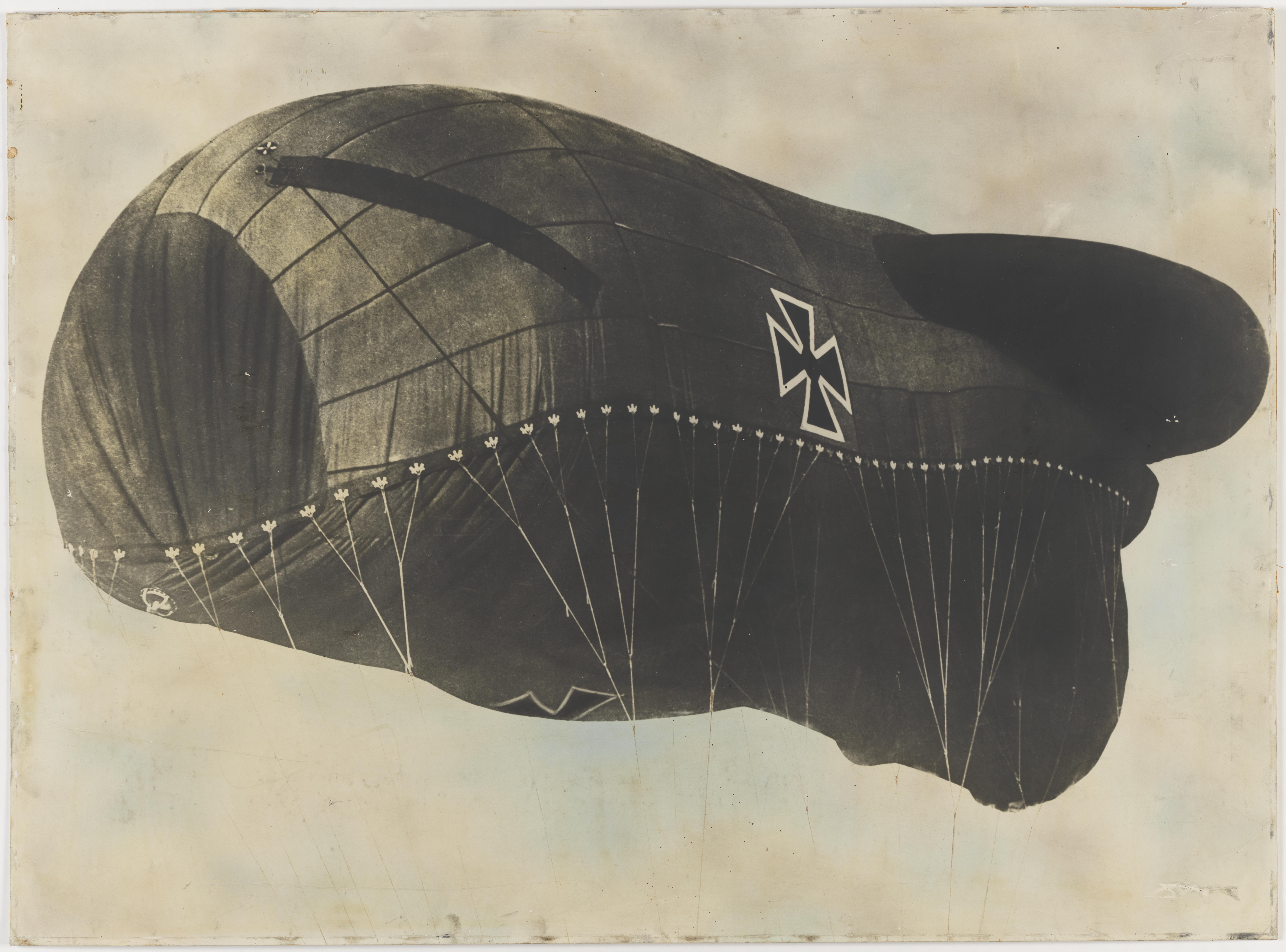
제1차 세계 대전 독일 관측 풍선

제1차 세계 대전 관측 승무원은 고정익기 승무원이 낙하산을 채택하기 훨씬 전에 처음으로 낙하산을 사용했다. 이는 원시적인 형태로, 낙하산의 주요 부분은 풍선에 매달린 가방 안에 있었고, 조종사는 허리 주위에 간단한 바디 하네스를 착용했으며, 하네스에서 나온 줄이 가방 안의 주 낙하산에 연결되어 있었다. 기구병이 뛰어내리면, 낙하산의 주요 부분이 가방에서 먼저 줄이 당겨지고, 그 다음 주 캐노피가 나왔다. 이 종류의 낙하산은 독일군이 채택했으며, 나중에 영국과 프랑스군도 관측 풍선 승무원을 위해 채택했다.
카이트 풍선은 제1차 세계 대전 말 대잠수함 목적으로 해상에서 사용되기 시작했다. 소련의 붉은 군대는 포병 관측을 위해 관측 풍선을 사용했다. 8개의 항공 섹션이 존재했으며, 제2차 세계 대전 중 붉은 군대 풍선 조종사들은 19,985회의 관측 비행을 수행하여 20,126시간의 비행 시간을 기록했다. 110개의 소련 관측 풍선이 손실되었다.
관측 풍선은 냉전 중에도 역할을 했다. 예를 들어, 모굴 계획은 고고도 관측 풍선을 사용하여 소련의 핵실험을 감시했으며, 제네트릭스 계획은 비슷한 풍선을 사용하여 소련과 중국을 촬영했다. 이전의 관측 풍선과 달리, 이 풍선들은 무인으로, 필름을 배출하여 특수 개조된 항공기에 의해 공중에서 회수되었다. 그러나 이제는 대부분의 작전을 유인 항공기가 수행한다. 에어로스탯은 이라크와 아프가니스탄에서 미국 및 연합군에 의해 사용되었다.
2023년 1월 말부터 2월 초까지, 중국에서 발원한 풍선이 미국 영공에서 발견되었다. 중국 정부는 그것이 기상 관측 기구라고 주장했고, 미국 정부는 그것이 스파이 풍선이라고 주장했다. 2023년 6월 29일, 국방부 대변인 패트릭 S. 라이더는 기자회견에서 풍선이 미국 상공을 통과/비행하는 동안 데이터를 수집/전송하지 않았으며, 미군의 노력이 차단에 기여했다고 말했다. 2023년 9월 17일 CBS 뉴스 선데이 모닝에서 방영된 인터뷰에서 마크 밀리는 데이비드 마틴에게 풍선이 스파이 활동을 하지 않았으며, 미국 정보공동체의 높은 신뢰도 평가에 따르면 풍선에 의한 정보 수집 및 전송은 없었다고 말했다.

## 주목할 만한 프로그램
- 제네트릭스 계획[15]
- 모비 딕 계획[16]
- 모굴 계획

## 같이 보기
- 2023년 중국 비행체 사건
- 제1차 세계 대전 중 미국 관측 풍선 서비스
- 항공 관측 지점
- 벌룬 버스터
- 조색기구
- 로즈웰 사건
- 감시 항공기
- 감시 비행선
- 남북 전쟁 북군 풍선 부대
- 계류 풍선